# 鳥飼家
桑名藩鳥飼家（とりかいけ）は、関ヶ原の戦いの頃に福島正則の家臣であった鳥飼助右衛門に始まり、伊勢桑名藩の士族で、戊辰戦争の鳥飼次郎正時、桑名の初等教育発展に尽力した鳥飼演廣、そして現在へと続いている。

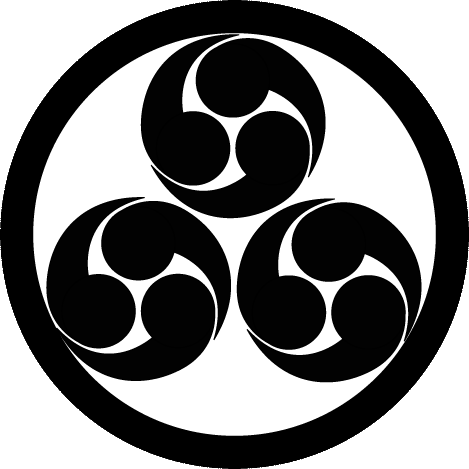
丸に三盛右三つ巴

## 家系

### （初代）鳥飼助右衛門
桑名藩鳥飼家の先祖鳥飼助右衛門は、賤ヶ岳の七本槍で知られる豊臣秀吉の家臣福島正則（左衛門大夫）に尾張清洲（24万石）文禄4年（1595年）の頃から仕えていた。
桑名藩の「天明由緒」および鳥飼家に伝わる「由緒書」では鳥飼助右衛門は福島正則より知行地方320石あまりを頂戴していたとある。しかし「広島県史 近世資料」「四家分限帳」「続群書類従（二十五巻上）」の福島正則分限帳（いずれも内容はほぼ同じ）に鳥飼助左衛門（助右衛門を誤記）400石の記述がある。慶応15年（1610年）に書き写したとの添え書きがあるものがあることから、広島藩転封の翌慶応16年（1601年）入封とともに行われた検地と併せ宛行書も作成され、ここでは400石と記されている。
【桑名藩鳥飼家の家紋「丸に三盛り右三つ巴」の起源】
福島正則の家紋は「福島沢寫」「中貫十文字」「五三の桐」に加え「三つ巴」もあったという。
また、福島正則と同じく賤ヶ岳の七本槍の一人に数えられる糟屋武則の家紋は「三盛り左三つ巴」である。
豊臣秀吉亡き後、石田三成に反感を持つ福島正則は、関ヶ原の戦い慶応5年（1600年）では東軍徳川家康に味方し、多くの戦果をあげた。その功績により安芸と備後（広島藩49万8千石）を拝領した。慶長15年(1610年)閏2月、加藤清正(熊本城主)、池田輝政(姫路城主)らとともに名古屋城築城の助役を仰せつかったが、重なる天下普請により経済的にも非常に苦しい状況となっていました。その後、大坂冬の陣・大坂夏の陣により豊臣家が滅び、徳川家康の天下の時代となると、今度は旧豊臣家臣の粛清が始まり、福島家も「勝手に広島城を修復した元和5年（1619年）」ととがめられ武家諸法度の適用による大名改易の第一号となった。
【広島城明け渡し】
福島正則が突然安芸備後二国を召上げられ、信州へ配流することが決まり、広島城受取の上使として、永井右近太夫直勝、安藤對馬守重信と守護の兵が向かった。
広島城では「言うまでもなく籠城なり」と福島丹波をはじめ士分の者２千人余りが血判して結束を固め、国境までやってきた幕府の上使と、毛利、加藤、池田、蜂須賀、森、山内の兵五万余りが押詰るも城近くへは寄せなかった。福島丹波守は「主君正則公の命なき上は、たとえ将軍の命なりとも渡すまじ」と城明け渡しの使者に伝えた。このことは早速早馬で江戸へ伝えられ、正則はこれを聞いて涙を流し「吾が為に、丹波を始め、一同切死の覚悟を極めてくれたのは嬉しい。しかし勇士を犬死にせしむるは、如何にも残念なり」と直ぐに自筆の書を使者に渡し、丹波らはこれに従った。
城引渡しの当日、所領の兵はことごとく領外へ退き、重役は礼服を着用し、侍大将は士卒を率い弓矢鉄砲をもって城内を守った。福島丹波は馬上にて七十人の侍を引つれ大手の橋外において上使に面謁し、城内武器の目録、諸士分限帳、行政に関する書類等を引渡し、城門の鍵を渡した後、諸士は一隊一隊列を整えて引き退いた。上使が城内に入って一巡すると「掃除万端残るところなく行き届き、今度死を決して籠城せんとせし侍の名を大書して、大広間に張り出したり」とあった。
この出来事が他藩の間で家臣の鏡と評判になり、改易後の家臣を多くの藩が召抱えようとした。
福島正則傳（著者：田部井鉚太郎/大正6年4月発行）より
天明由緒にも『家臣75人の内にあり』と記されている。浪人となった助右衛門は、山城淀藩（3万5千石）へ移付となり淀城の造営にあたった松平定綱（大鏡院）より招きがあり元和9年（1623年）松平家へ出仕することとなったが、その頃の宛行（あてがい）や役職については判っていない。この時期に同じように召し抱えられた元家臣が何人かいることが天明由緒に記されている。
【天明由緒にみる福島正則家の家臣】
鳥飼助右衛門のほかに何人かが、福島左衛門太夫正則の家臣であったことが天明由緒に掲載されている。戦国時代の豪傑として有名な吉村又右衛門宣充もその一人である。他に坂井茂右衛門の名もあり、共に「福島正則分限帳」にも記載がある。
■寛永7年（1630年）7月20日没。法名、感譽寂應閑随居士。

### （二代）鳥飼右衛門八
松平定綱（大鏡院）の代に父助右衛門の家督130石を相続して、美濃大垣藩（6万石）への移府（1633年（寛永10年））、さらに桑名藩（11万石）へ移府（1635年（寛永12年））に同行したが、その役職は判っていない。
この頃福島正則の家老で、小田原征伐・朝鮮征伐・関ヶ原の合戦の岐阜城攻め等で武勇を示した吉村又右衛門宣充が1万石で取立てられると、以前の福島家の家臣たちが追々馳せ参じてきた。
■寛文3年（1663年）11月13日没。法名、松高院龍運。

### （三代）鳥飼三郎右衛門
桑名藩主松平定良（円鏡院）の代（1652年（承応元年） - 1657年（明暦3年））に、右衛門八の嫡子が亡くなったため、二男の三郎右衛門が家督130石を相続し、馬廻役を勤めた。
■寛文4年（1664年）5月27日没。法名、隻屋道休居士。

### （四代）鳥飼吉左衛門
松平定良（円鏡院）の代（1652年 - 1657年）の頃、桑名三郎右衛門が亡くなったが倅が無かったため、弟（右衛門八の三男）吉右衛門が家督130石を相続し、御馬廻役を相務め後に大納戸御奥番を相務めた。先祖以来右衛門の名が続くが、武家の間では本名である諱を呼ぶことを憚る風習があり、これに代わる仮名として百官名がよく用いられた。家督相続の折りにはこの仮名を襲名することが多かったため、同じ名が繰り返し出てくるこのためである。
■元禄8年（1695年）11月16日没。法名、正了院妙緑。

### （五代）鳥飼郷右衛門
元禄8年（1695年）吉左衛門の家督130石を相続し、役儀は御大納戸、御小姓御奥番を相務めた。正徳2年（1712年）3月に隠居を願い出て隠居をゆるされた。
■正徳3年（1713年）3月5日没。法名、弾地院到岸道寳居士。

### （六代）鳥飼郷右衛門・右仲
宝永2年（1705年）9月、召し出され三人扶持30俵を下され、馬廻を仰せ付けられた。宝永7年（1710年）4月、御賄役（まかないやく）を仰せ付かった。
正徳2年（1712年）2月に祖父の家督を親郷右衛門へ100石、隠居へ三人扶持30俵を賜った。同年4月親が隠居を仰せ付けられ職を免ぜられた。斎聖院（松平定逵）の代、正徳3年（1713年）7月に横目役を仰せ付かり、同5年（1715年）11月には大小納戸役を仰せ付かりさらに、享保2年（1717年）8月に御歩行頭役を仰付かった。さらに、御次番役を仰付かり、白川表において30石の加増を頂戴した。
その後老年となり役を務め難くなりと申し上げたところ、役を免じられ、馬廻役を相務めた。
■寛延3年（1750年）10月4日没。法名、中想院信威義道居士。

### （七代）鳥飼正良・郷右衛門・右仲
俊徳院（松平定賢）の代、寛延3年（1750年）11月に父郷右衛門の家督130石を譲り受け、宝暦6年（1756年）4月には、御大小姓役を賜り、宝暦13年（1763年）2月病身となり馬廻役を退いたとある（天明由緒）。しかし、正良の「覚書」に寛延3年（1750年）家督を相続し寛政8年（1796年）まで47年間守ったとあり、病気はあったもののむしろ当時としてはかなり長寿であった。この間天明2年（1782年）に郷右衛門を襲名しており、天明由緒の郷右衛門に他ならない。さらに後年隠居して右仲を名乗っていた。
【襲名（しゅうめい）と偏諱（かたいみな）】
襲名とは、名前すべてを受け継ぐことで、家督相続に伴うものである。歌舞伎役者などが判りやすい例であり、何代目を付けることで人物を特定することができる。
偏諱とは、主君や目上の人から1字を貰って名前にすることで、古くからおこなわれてきた習慣である。鳥飼家においても、この代より名前に「正」の文字が使われるようになったが、先祖が仕えていた福島正則公にも正の字を偏諱としていたことが判る（正則の息子に正友・忠勝・正利・正之が、忠勝の子に正長、孫に正勝がいる）。
享年は、栄司の親類書が文化8年（1811年）に作成されて、同年に亡くなっている。

### （八代）鳥飼栄司・右仲正方
文化8年（1811年）の親類書によると、この頃までは栄司と名乗っていたが、家督相続に伴い右仲正方と改名した。また倅、英吉の名が記されている。
■天保5年（1834年）9月18日没。

### （九代）鳥飼英吉・右仲郷右衛門・右仲正直
天保5年（1834年）父右仲正方の家督を相続した英吉は祖父にちなんで右仲郷右衛門に改名した。弘化5年（1848年）150石に加増され、御徒頭そして御書院番へ轉役した。
その後、右仲正直に改名した。安政3年（1856年）の正直親類書には倅八郎の名があるのは岡本家よりの養子であり、十代目となる為十代雄となるも家督を相続する前に亡くなっている。このため改めて金子権太左衛門二男の次郎を養子に迎えた。
『桑名日記・柏崎日記』にしばしば鳥飼三郎右衛門の名が出てくるのはこの右仲郷右衛門である。
■文久2年（1862年）9月5日没。

### （十代）鳥飼次郎正時

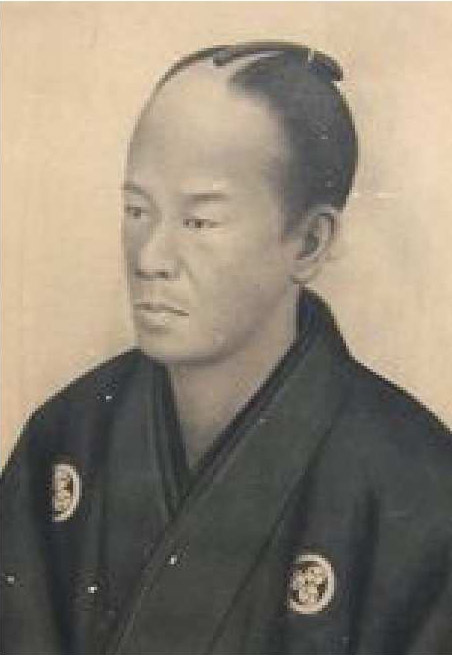
鳥飼次郎正時

鳥飼と同じ内堀にある金子権太左衛門時中の二男の次郎が養子に入り、鳥飼正時となり正直の家督を相続した。金子家の由緒書には詳しくかかれてはいないが、助右衛門同様定綱の時代より家臣となっており、両家はその当時からの250年以上の付き合いである。正時の弟三郎が樋口家へ養子となり家督を継いでいる。
正時には妻「より」との間に嫡子正長と二人の娘「礼」「くに」をもうけたが正長は家督を相続する前に没している。正時の人生は、幕末の歴史の激流に翻弄されながらも、主君を助け義を重んじる桑名武士の姿そのものであった。
京都守護職で兄松平容保と共にある主君松平定敬のお供で京都にあり、新撰組と肩を並べていたが、慶応3年（1867年）容保が京都守護職を解かれ将軍徳川慶喜のいる大坂城へと退いた。翌慶応4年（1868年）1月に鳥羽・伏見の戦いがはじまり、朝敵と見なされた将軍慶喜は幕府軍艦開陽に乗り込み江戸に戻ることとし、定敬も容保らと共に慶喜に追従した。残された正時ら桑名藩士は江戸へ戻った主君を追うように紀伊半島を迂回して鳥羽国崎まできたが、既に桑名に残っていた恭順派家老らにより定敬の義弟である万之助（13歳）を立て定教とし、桑名城を新政府軍へ明け渡ししてしまったため帰国もならず、対岸の知多横須賀上陸し陸路江戸へ向かった。
江戸では、新政府軍（偽勅により官軍と自称する薩長連合）の足音が間近に聞こえる様になると、将軍徳川慶喜は西軍から睨まれている定敬を江戸から追い払おうと、桑名藩の陣屋のある柏崎で謹慎恭順する様にと命じる。定敬は品川沖からプロシア船で横浜を出港し、箱館を経由して新潟柏崎に到着した。同行した100名の家臣の中に実父金子権太左衛門もあった。正時は立見鑑三郎（後の陸軍中将立見尚文）らと共に陸路柏崎へ向かい、柏崎到着後軍制を再編成し、致人隊（隊長松浦秀八）に加わった。その後、副長の馬場三九郎に代わり正時が副長となり、柏崎から陸路会津若松に到着した。
同年8月23日早朝、会津藩白虎隊らは街道を進んでくる西軍の進路を断つため十六橋を破壊を行うことし、桑名藩士は会津若松の北東に位置する大寺口に集結し、十六橋を渡れなくなって迂回してくる西軍を待ち伏せした。しかし、橋が堅固で破壊に手間取っているうちに新政府軍に攻められ、十六橋を突破した新政府軍は戸ノ口原へと進んでいった。大寺口で待ち受ける桑名藩は銃声が戸ノ口原方面へ移動するのを聞き、十六橋が突破されたことを知り、迂回して滝沢本陣方面へ急行した。
滝沢本陣近くに到着したときには、あたりは既に新政府軍に押さえられており、本陣の西方にある蚕養（こがい）神社に到着したのは午後二時すぎであった。そこには薩摩土佐兵の一団がいたので、雷神隊隊長立見鑑三郎は機転を利かせ、隊を整列させ『御味方なり！』と敵軍に向かい整然と行進した。だが、激戦で汚れた服装や姿により見抜かれることになったが、意表を突くことで蚕養神社を確保することが出来た。
その数刻前のこと、滝沢本陣にいた定敬達は鶴ヶ城に向かう兄容保と別れ塩川村へ向かっていた。それを知るよしもない桑名藩士は何とか突破して入城しようと数手に別れ突撃を敢行したが、城下は城を取り囲む西軍に押さえられており、会津戦争最大の激戦が繰り広げられ、桑名藩も苦戦を強いられた。こうした中、馬喰町（ばくろうまち：現在は博労町と表記されている）で部下を叱咤激励していた副長正時は銃弾に倒れた。死を覚悟した正時は仲の良かった雷神隊副長富永太兵衛に介錯を頼み、その首級は実弟樋口三郎安時に託された。
入城を果たすことができないまま蚕養神社に戻った立見鑑三郎ら桑名藩士は、藩主の行方を知ることが出来、無念のうちに引き上げを決意し、藩主の後を追い塩川村へ移動したのであった。その折、正時の首級は樋口三郎によって塩川村阿弥陀寺に葬られた。その後、弟三郎や実父金子権太左右衛門は戦いを続けた。
正時の遺髪（額髪）は3年後に嗣子正長のもとに帰り、実家にあった臍帯と共に桑名城南の佛光山十念寺に納められた。
■慶応4年・明治元年（1868年）8月23日没、享年28。法名、賢良院人誉正時居士。

### （十一代）鳥飼演廣（のぶひろ）・斐隠（はいいん）

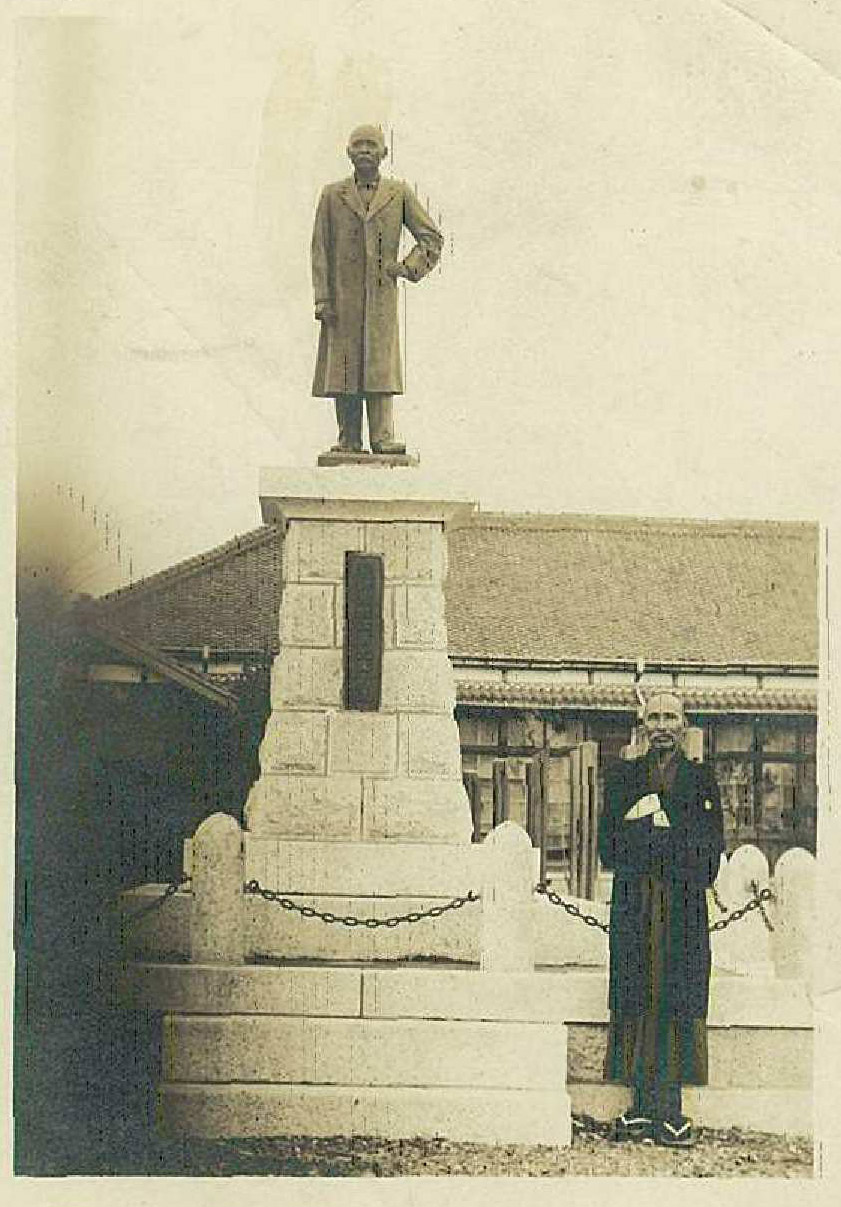
鳥飼演廣と銅像

安政2年（1855年）1月27日小川家に生まれる。慶応4年（1868年）に会津で戦死した正時の嫡子正長は幼年で亡くなってしまったため、鳥飼に養子に入り正時の家督を相続し、妻礼（正時の長女）との間に六男一女（正一・正潔・正安・正光・正俊・正文・愛子）をもうけた。礼の妹くにはすぐ裏隣の松本家へ嫁ぎ、娘ゑいをもうけ、ゑいの娘衣子が後に孫鳥飼正義の妻となるである。また、次男正潔は父正時の実家である金子家を継ぐために養子に出している。
演廣は桑名の教育の発展に一生を捧げた。1875年（明治8年）に三重県師範学校普通科修業後、桑名郡桑名町立第二尋常小学校（現在の桑名市立精義小学校）の設立に尽力し、設立当初より教鞭をとる傍ら、私費を投じて校庭の拡張や新校舎建設に奔走し、1886年（明治19年）2月から1917年（大正6年）5月までの実に31年間校長を勤めた。その功績をたたえ、1921年（大正10年）校内に銅像（作・新田藤太郎）が建てられたが、太平洋戦争の際に銅像は軍事供用されてしまい現存していない。尚、台座は創立百周年の記念事業として1975年（昭和50年）「少年像」（作・米治一）の台座として今でも精義小学校の校庭の中で子供たちの成長を見守っている（『恩師鳥飼演広先生の銅像の台座を拝借し、少年少女之像を建立』精義小学校百年誌より）。さらに銅製の碑名板『恩師鳥飼演廣先生御壽像』は精義小学校正面玄関の校長室前の廊下に今も掲げられているが、その由来を知る人は数少ない。
また、その間桑名藩の義士森陳明（つらあき）の業績をたたえるため奔走し十念寺門前に｢戊辰戦争桑名義士森陳明墓所｣の石碑の建立に携わった。また、鳥飼家に伝わる古文書の書き写しを行った。没後これらの文書を鎮國守國神社に寄贈し、今も「桑名城内鳥飼家」の朱印を押した『鳥飼家文書』二十九冊は、桑名の歴史研究に役立っている。

69歳の時に期待の長男正一に先立たれ、桑名を引き払い三男正安のもとで亡くなったが、故郷の揖斐川を思い出しながらの隠居生活からか『斐隠（はいいん）』という隠居名を使っていた文書が残っている。斐隠とは中国の城市の名医であり、杜甫が治療をしてもらうために近くまで来て亡くなったという逸話があることからも、演廣の見識の広さを知ることができる。この頃、正義に『本来はお前に世話になるべきだった』との言葉とともに、鳥飼文書を送り届けてきたように、何か寂しい晩年を示している。
著書『珠算教授次第（上巻・下巻）』細谷又吉共著、明治17年11月10日発行、北勢舎書舗、定価25銭（国立国会図書館所蔵）
■1936年（昭和11年）2月18日没、享年81。法名、明教院徳譽演廣居士。

### （十二代）鳥飼正一（しょういち）

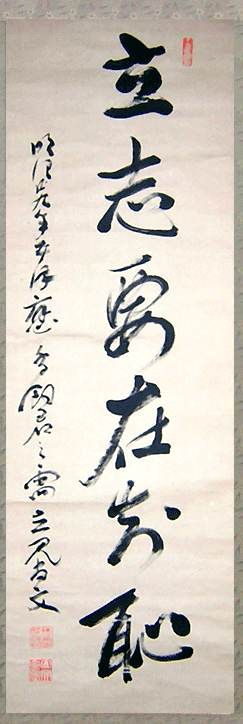
立見尚文の書

1880年（明治13年）9月23日演廣の長男として桑名市に生まれる。
1897年（明治30年）愛知県立医学校（1920年（大正9年）愛知医科大学、1931年（昭和6年）名古屋医科大学を経て現名古屋大学医学部の前身）に入学する。名古屋大学医学部には当時の学籍簿や成績表が今も残されている。
在学中に陸軍衛生部委託生徒となり、1902年（明治35年）卒業と同時に見習医官として歩兵第6連隊（歩兵第六聯隊）に配属され、第一次世界大戦に従軍する。
正一があこがれた郷土の英雄立見中将（当時51歳）を訪ね、その時書いてもらった書『立志要在知恥』には「明治廿九年如月応　鳥飼君之寓　立見尚文」の添え書きがあり、現在も大切に保管している。
1909年（明治42年）陸軍軍医学校を修了し名古屋衛戍病院（国立病院の前身で博物館明治村に移築保管）に勤務、1919年（大正8年）には陸軍三等軍医正（少佐）となる。同年12月勲四等瑞宝章を授かる。その間、名古屋市西区北鷹匠町（現ホテルナゴヤキャッスルの北西）に開院し居を構え、妻はつとの間に三男三女（正武・千枝子・綾子・正義・正孝・美枝子）をもうける。
また、戸籍上は父演廣から家督相続を受ける前に亡くなってしまっているが、豊田自動織布押切工場（現・トヨタ紡織）の嘱託医を兼務しながら、実質的には家長として、父に代わって5人の弟たちを大学に進学させ、学費や生活費の面倒を見ていたが、我が子たちの成長を見ることはできなかった。
■1924年（大正13年）2月20日没、享年45。法名、功基院仁譽泰安正一居士。

### （十三代）鳥飼正義

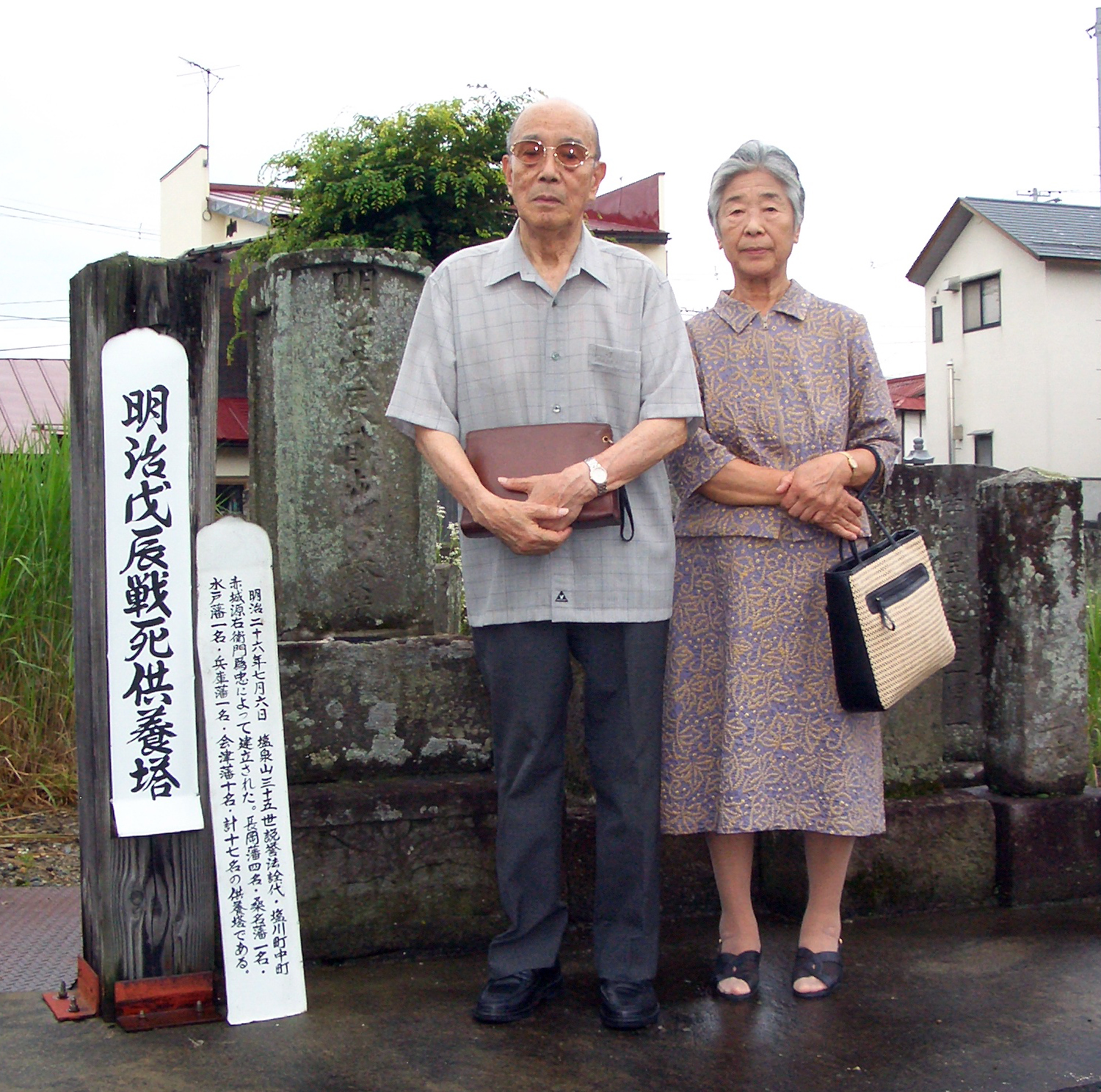
鳥飼正義　会津若松にて

1918年（大正7年）1月12日に正一の次男として、名古屋市西区北鷹匠町に生まれる。
6歳の時に父が亡くなり、1936年（昭和11年）2月18日祖父演廣の家督を相続した。
旧制名古屋中学校（現、名古屋学院高等学校）を卒業後、旧逓信省に入省し、地図編纂の仕事を行った。この経験もあってか、第二次大戦では陸軍の鉄道部隊に所属し、戦地に赴くことなく終戦を迎えたが、最愛の弟正孝はフィリピン・レイテ島にて戦死（1944年（昭和19年））。
戦後しばらくして逓信省から復職の連絡が入ったが、直前に知人の紹介で地元の鉄工所にお世話になることを決めていたので、復職はせず義理を重んじて鉄工所にお世話になり、定年後の70歳過ぎまで経理・総務の業務を行っていた。性格も背筋もまっすぐで颯爽と早足で歩くおしゃれな人であった。
1948年（昭和23年）3月30日衣子（きぬこ）と結婚し三男一女（正秋・正演・正幸・正子）をもうけ、7人の孫(正浩・正樹・優子・美幸・正隆・佑樹・恵）、2人の曾孫に囲まれた、穏やかな晩年であった。
■2010年（平成22年）5月4日没、享年92。

## 関連文献
- 「天明由緒」 桑名中央図書館 郷土の蔵
- 「桑名藩家臣団の由緒書について」 藤谷彰
- 「四家分限帳」（福島正則家中分限帳）名古屋市立鶴舞中央図書館
- 「福島正則傳」著者：田部井鉚太郎/大正6年4月発行（福島正則公顕正会）
- 「続群書類従（二十五巻上）」 名古屋市立鶴舞中央図書館
- 「福島正則」最後の戦国武将 福尾猛市郎・藤本篤
- 「桑名藩分限帳」 桑名市教育委員会
- 「桑名藩史料集成」 桑名市教育委員会
- 「桑名藩戊辰戦記」 郡　義武
- 「泣血録」 桑名軍監 中村武夫良猛
- 「桑名日記・柏崎日記 - ウェイバックマシン（2006年6月22日アーカイブ分）」 渡部平太夫政通・渡部勝之助
- 「戊辰戦争見聞略記」石井勇次郎よりホームページ『呆嶷館』
- 「桑名市立精義小学校創立百年史」 同校創立百年会

## 鳥飼家文書
- 「由緒書」 鳥飼郷右衛門
- 「親類書」 鳥飼栄司
- 「親類書控」 鳥飼右仲正直
- 「鳥飼次郎親類書」 鳥飼次郎正時
- 「覚書」 鳥飼正良
- 「儀先祖代々由緒覚書」 金子時叙

## 関連施設
- 十念寺 (桑名市)（じゅうねんじ）
- 桑名市中央図書館
- 鎮国守国神社（鎮國守國神社）